# أنا نانسي
أنا نانسي فيلم وثائقي أمريكي تم إنتاجه في عام 2011 يركز على تجربة الممثلة هيذر لانغنكامب في عزف شخصية نانسي طومبسون الشهيرة في فيلم كابوس على شارع الدردار.

## القصة
تستكشف الممثلة هيذر لانجينكامب دورها في دور نانسي في كابوس في شارع إلم، وهو المعبد الذي يحيط بالامتياز، ولماذا يركز معظمها على فريدي كروجر، بدلاً من نانسي.

## قريق العمل
هيذر لانجينكامب
روبرت إنجلوند
ويس كرافن

## إنتاج
استلهمت لانجينكامب صناعة الفيلم الوثائقي عن نفسها ونانسي بعد أن رفض موظف الاستقبال جهودها للاتصال بالمخرج ويس كرافن.  كان من المقرر في الأصل أن يتزامن الفيلم مع الذكرى الخامسة والعشرين لـ «كابوس» في شارع «إلم»، ولكن تأخرت لمشاركتها في «لا نمتنع مرة أخرى». شعرت لانجينكامب أن الفيلم الوثائقي لم يجب على جميع الأسئلة التي كانت لديها. استغرق الإنتاج عامين.

## انطلاق الفيلم
تم عرض فيلم أنا نانسي لأول مرة في مهرجان أيام الموت.

## الإستقبال
قامت إميلي نويتزل من موقع ديد المركزي بتقييم الفيلم بتقييم 4/5 نجوم وكتبت: «أنا نانسي أمر لا بد منه لمحبي» كابوس «على سلسلة شارع إلم ومن هيذر لانغنكامب».

## روابط خارجية
- أنا نانسي على موقع IMDb (الإنجليزية)
- أنا نانسي على موقع روتن توميتوز (الإنجليزية)
- أنا نانسي على موقع أول موفي (الإنجليزية)
- أنا نانسي على موقع فيلمافينيتي (الإسبانية)
- أنا نانسي على موقع قاعدة بيانات الفيلم (الإنجليزية)
- أنا نانسي على موقع ليتربوكسد (الإنجليزية)